# لقاح التهاب الدماغ المنقول بالقراد
لقاح التهاب الدماغ المنقول بالقراد هو لقاح يُستخدم للوقاية من التهاب الدماغ المنقول بالقراد (TBE). ينتشر هذا المرض في وسط وشرق أوروبا وشمال آسيا. أكثر من 87% من شخص يتلقون اللقاح لتطوير المناعة. لا يظل القاح مفيدًا بعد تعرض للدغة قراد مصاب. يُعطى عن طريق الحقن في العضل.
توصي منظمة الصحة العالمية (WHO) بتلقيح جميع الأشخاص في المناطق التي ينتشر فيها المرض. خلاف ذلك يوصى باللقاح فقط لأولئك المعرضين لخطر كبير. يُوصى بثلاث جرعات تليها جرعات إضافية كل ثلاث إلى خمس سنوات. يمكن استخدام اللقاحات في الأشخاص الذين تزيد أعمارهم عن سنة أو ثلاث سنوات اعتمادًا على التركيبة. قد يكون اللقاح آمن أثناء الحمل.
الآثار الجانبية الخطيرة غير شائعة جدًا. قد تشمل الآثار الجانبية البسيطة أو الطفيفة الحمى والاحمرار والألم في موقع الحقن. كانت التركيبات القديمة تُسبب الآثار الجانبية أكثر.
تم تطوير أول لقاح ضد TBE في عام 1937. وهو مدرج ضمن قائمة الأدوية الأساسية لمنظمة الصحة العالمية. تكلف ما بين 50 و 70 جنيهًا إسترلينيًا للجرعة الواحدة في المملكة المتحدة. اللقاح غير متوفر في الولايات المتحدة.

## الاستخدامات الطبية
وقد تم توثيق فعالية هذه اللقاحات بشكل جيد. كذلك تبين أيضا أنها تحمي الفئران من تحدي قاتل مع العديد من العزلات الفيروسية التي تم الحصول عليها على مدى أكثر من 30 عاما من جميع أنحاء أوروبا والجزء الآسيوي من الاتحاد السوفياتي السابق . وبالإضافة إلى ذلك، فقد ثبت أن الأجسام المضادة الناجمة عن تطعيم المتطوعين البشريين تحييد جميع العزلات اختبارها .

### الحمل والرضاعة الطبيعية
قد يكون اللقاح آمنًا أثناء الحمل، ولكن نظرًا لعدم كفاية البيانات حول اللقاح، يُوصى باللقاح فقط أثناء الحمل والرضاعة الطبيعية عندما يكون من الضروري تحقيق الحماية ضد عدوى TBE وكذلك بعد دراسة متأنية للمخاطر مقابل الفوائد.

### الجدول الزمني
يوصى بجرعتين إلى ثلاث جرعات اعتمادًا على التركيبة. عادةً ما يكون الفرق بين الجرعات الأولى من شهر إلى ثلاثة أشهر متبوعة بخمسة إلى اثني عشر شهرًا قبل الجرعة النهائية. وبعدها يوصى بجرعات إضافية كل ثلاث إلى خمس سنوات. 

## التاريخ
تم إعداد اللقاح الأول في عام 1937 في أدمغة الفئران . بعد حوالي 20 عاما تم تطوير اللقاحات المستمدة من ثقافات الخلايا، واستخدامها للتحصين في البشر في الاتحاد السوفياتي سابقا . وفي وقت لاحق، تم تطوير اللقاح حيث أثبت أنه أكثر مناعة من اللقاحات السابقة .

## الأسماء التجارية
الأسماء التجارية للقاحات تشمل إنسيبور N  ، و فسم-إمون cc.

## روابط خارجية
- http://www.who.int/biologicals/areas/vaccines/tick_encephalitis/en/